# 2021 en football américain
| Années du football américain : 2018 - 2019 - 2020 - 2021 - 2022 - 2023 - 2024    |
| Décennies du football américain : 1990 - 2000 - 2010 - 2020 - 2030 - 2040 - 2050 |

Cet article présente les faits marquants de l'année 2021 en football américain.

## Événements

### Janvier
- 3 janvier : Fin de la saison régulière de NFL.

### Février
- 7 février : Victoire des Tampa Bay Buccaneers sur les Chiefs de Kansas City lors du Super Bowl LV.

## Décès ( † )
| - 1 janvier : décès à 78 ans de Floyd Little, joueur de foot U.S. américain |  | - 8 février : décès à 77 ans de Marty Schottenheimer, joueur de foot U.S. puis entraîneur américain - 15 février : décès à 38 ans de Vincent Jackson, joueur de foot U.S. américain - 18 février : décès à 87 ans de John Roach, joueur de foot U.S. américain |  | Mars Cette section est vide, insuffisamment détaillée ou incomplète. Votre aide est la bienvenue ! Comment faire ? |  | - 8 avril : décès à 32 ans de Phillip Adams, joueur de foot U.S. américain - 8 avril : décès à 83 ans de Red Mack, joueur de foot U.S. américain - 8 avril : décès à 76 ans de Alan Pastrana, joueur de foot U.S. américain - 13 avril : décès à 91 ans de Harold Bradley, joueur de foot U.S. puis acteur et chanteur américain - 29 avril : décès à 77 ans de Pete Lammons, joueur de foot U.S. américain |  | - 12 mai : décès à 94 ans de Jerry Burns, joueur puis entraîneur de foot U.S. américain |  | Juin Cette section est vide, insuffisamment détaillée ou incomplète. Votre aide est la bienvenue ! Comment faire ? |

| - 4 juillet : décès à 77 ans de Terry Donahue, joueur de football U.S. puis entraîneur américain |  | - 8 août : décès à 91 ans de Bobby Bowden, joueur de foot U.S. puis entraîneur américain |  | - 11 septembre : décès à 81 ans de Mick Tingelhoff, joueur de foot U.S. américain - 16 septembre : décès à 68 ans de Steve Riley, joueur de foot U.S. américain - 28 septembre : décès à 63 ans de Ray Snell, joueur de foot U.S. américain |  | Octobre Cette section est vide, insuffisamment détaillée ou incomplète. Votre aide est la bienvenue ! Comment faire ? |  | - 2 novembre : décès à 82 ans de Tom Matte, joueur de foot U.S. américain - 13 novembre : décès à 87 ans de Sam Huff, joueur de foot U.S.américain |  | - 9 décembre : décès à 33 ans de Demaryius Thomas, joueur de foot U.S. américain - 15 décembre : décès à 79 ans de Len Hauss, joueur de foot U.S. américain - 28 décembre : décès à 85 ans de John Madden, entraîneur américain de football américain |